# Tachycixius lavatuba
Tachycixius lavatuba är en insektsart som beskrevs av Adolf Remane 1988. Tachycixius lavatuba ingår i släktet Tachycixius och familjen kilstritar.
Artens utbredningsområde är Spanien. Inga underarter finns listade i Catalogue of Life.